# MG-285

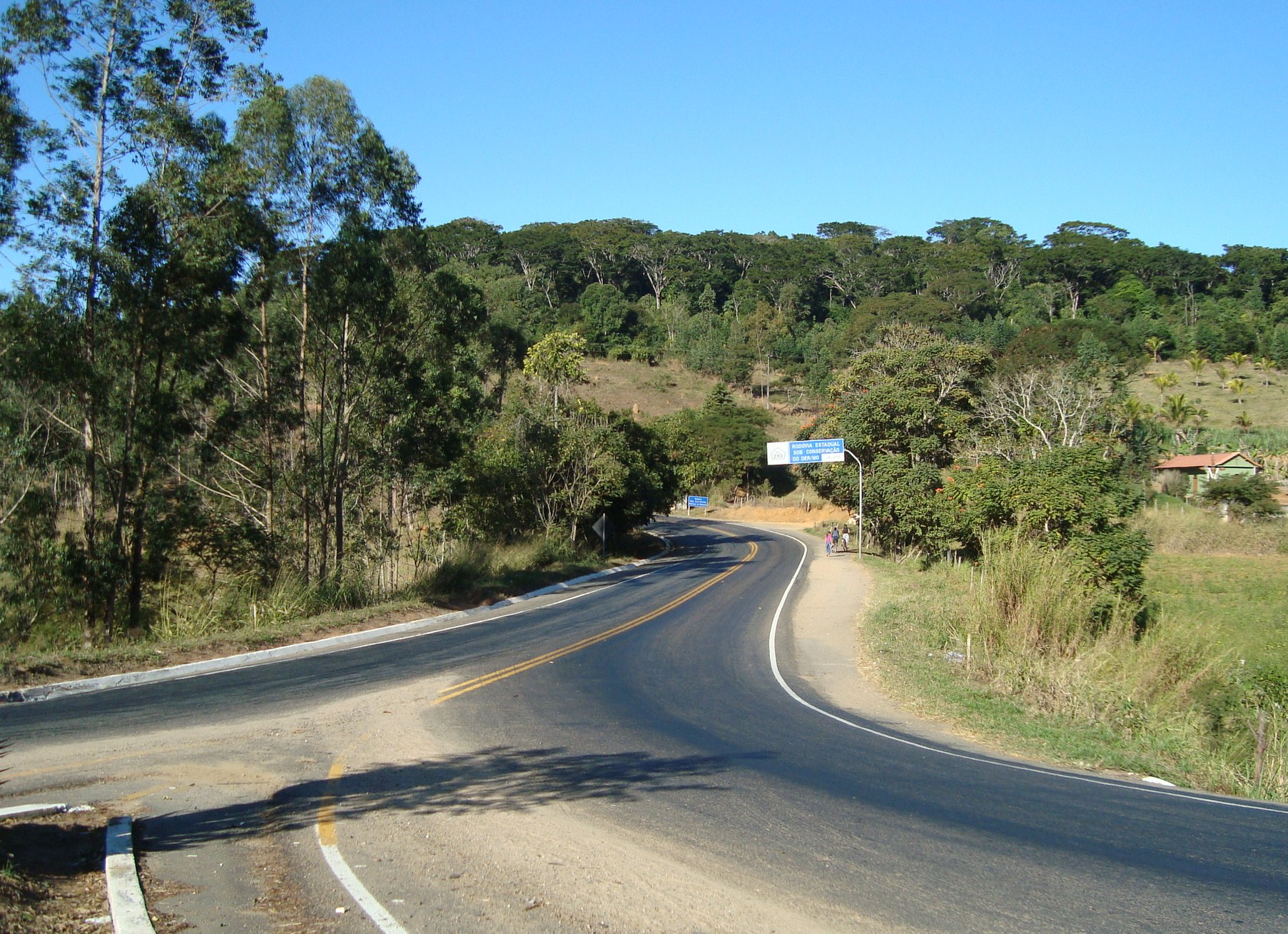
Trecho da rodovia MG-285 em Piraúba, próximo ao entroncamento com a MGC-265.

A MG-285 é uma rodovia brasileira do estado de Minas Gerais. Pela direção e sentido que ela percorre, é considerada uma rodovia transversal. Com 67 km de extensão, essa rodovia tem dois trechos distintos. O primeiro tem 27 km e passa pelos municípios de Palma e Laranjal. Ele vai da divisa com o estado do Rio de Janeiro até o entroncamento com a BR-116. O segundo trecho, com 40 km de extensão, passa pelos municípios de Cataguases, Dona Euzébia, Astolfo Dutra e Piraúba.

## Turismo
Localizada na mesorregião da Zona da Mata, a rodovia faz parte do circuito turístico Serras e Cachoeiras.